# الحبيس
الحبيس تجمع سكاني تابع لقرية بني كبير غرب محافظة بلجرشي التابعة لمنطقة الباحة في المملكة العربية السعودية.